# رودريغو فالديز (سياسي)
رودريغو فالديز هو اقتصادي وسياسي تشيلي، ولد في 26 نوفمبر 1966 في سانتياغو في تشيلي. نشط حزبياً في حزب للديمقراطية ‏. وقد انتخب وزير المالية ‏ (11 مايو 2015 – 31 أغسطس 2017).